# Rapport (Wochenzeitung)
Rapport ist die einzige überregional erscheinende afrikaanssprachige südafrikanische Wochenzeitung mit Ausnahme der Boulevardzeitung Die Son, die im Westkap eigentlich eine Tageszeitung ist, außerhalb dieser Provinz jedoch mit dem ausschließlichen Vertrieb der Freitagsausgabe quasi als Wochenzeitung gelten kann. Die Zeitung wird auch in Namibia vertrieben, wo Afrikaans eine verbreitete Verkehrssprache ist. Der Redaktionssitz von Rapport ist Johannesburg, Chefredakteur ist Tim du Plessis. Die Auflage betrug im Jahr 2006 313.528 Exemplare.
Die Zeitung ging 1970 aus einer Fusion der Sonntagszeitungen Die Beeld (gegründet 1965) und Dagbreek (gegründet 1947) hervor. Die beiden Zeitungsverlage „Nasionale Pers“ (Die Beeld) und „Perskor“ (Dagbreek) beteiligten sich jeweils zur Hälfte an Rapport, blieben jedoch außerhalb dieser Zeitung Konkurrenten. „Pextor“ fusionierte 1998 mit dem Konkurrenten „Caxton“ zu „Caxton Pextor“, dieses Unternehmen verkaufte 1999 seine Anteile an Rapport an seinen mittlerweile „Naspers“ heißenden Partner. Heute erscheint die Zeitung bei der für Zeitungen und Zeitschriften zuständigen Konzerntochter „Media24“.
Bis zum Ende der Apartheid war Rapport, wie fast alle afrikaanssprachigen Zeitungen Südafrikas, eng an die regierende Nasionale Party gebunden. Nach dieser Zeit gab die Zeitung diese Bindung auf und begleitet heute unter anderem die Bestrebungen, das Überleben des einstmals privilegierten Afrikaans in dem nun elf Amtssprachen umfassenden Südafrika zu gewährleisten.
Für Rapport waren einige der bekanntesten afrikaanssprachigen Schriftsteller als Mitarbeiter tätig. So verantwortete André Brink zeitweise die Buchseite, während Etienne van Heerden Kolumnist war. Die Zeitung vergibt zusammen mit der Naspers-Konzerntochter „Via Afrika“ den mit 35.000 Rand dotierten renommierten „Jan Rabie-Rapportprys“, ein Literaturpreis für herausragende afrikaanssprachige Werke, der nach dem Schriftsteller Jan Rabie benannt ist.